# Duarte Leite Pereira da Silva
Duarte Leite Pereira da Silva, más conocido como Duarte Leite (Porto, 11 de agosto de 1864 — 29 de septiembre de 1950), fue un profesor de matemática, astrónomo, periodista, ensayista y político portugués de los tiempos de la Primera República.

## Biografía
Se formó en la Universidad de Coímbra, en las facultades de matemática y filosofía, de las que egresó en 1885.
Fue docente de la Academia Politécnica de Porto donde tuvo a su cargo durante 25 años las cátedras de geometría descriptiva, astronomía y geodesia. Simultáneamente fue director del diario A Pátria.
A partir de 1906 inició una carrera política, ocupando sucesivamente diferentes cargos: primero concejal de la Cámara Municipal de Porto y a continuación, ministro de finanzas del gobierno de João Chagas; desde el 16 de junio de 1912 al 9 de enero de 1913 fue primer ministro; y desde 1914 hasta 1931 se desempeñó como cónsul de Portugal en Río de Janeiro.
En 1931 se trasladó a su casa de la freguesia de Meinedo, próxima al río Duero, en donde escribió algunos libros sobre la historia de su país, entre los que destaca História dos Descobrimentos.
- Datos: Q1261617